# Bird Meets Wire
Bird Meets Wire ist ein Musikalbum von Susan Alcorn, Leila Bordreuil und Ingrid Laubrock. Die am 1. April 2018 in Colin Marstons Studio The Thousand Caves in Queens, New York City, entstandenen Aufnahmen erschienen am 14. Mai 2021 auf Relative Pitch Records.

## Hintergrund
Mit 21 Jahren hatte sich Susan Alcorn voll und ganz der Pedal-Steel-Gitarre verschrieben und spielte in Country-&-Western-Bands in Texas. Bald begann sie, die Techniken der Country-Western-Pedal-Steel-Gitarre mit eigenen erweiterten Techniken zu kombinieren und so einen persönlichen Stil zu entwickeln, der von Free Jazz, avantgardistischer klassischer Musik, indischen Ragas, indigenen Traditionen und verschiedenen Volksmusiken der Welt beeinflusst war. Obwohl Alcorn hauptsächlich als Solokünstlerin auftrat, arbeitete sie auch mit zahlreichen Künstlern zusammen, darunter Pauline Oliveros, Eugene Chadbourne, Peter Kowald, Chris Cutler, Joe Giardullo, Caroline Kraabel, Joe McPhee, Vinny Golia und Ken Vandermark.
2018 kam es zur Kollaboration der Gitarristin mit der Saxophonistin Ingrid Laubrock und der Cellistin Leila Bordreuil. Der Großteil des Albums ist frei improvisiert, daneben enthält es Alcorns Kompositionen „Cañones (El Pueblo Unido)“ und „Indigo Blue (Wayfarin‘ Stranger)“, die Bezug auf Folk- und Protestmusiktraditionen nehmen.

## Titelliste
- Susan Alcorn, Leila Bordreuil, Ingrid Laubrock – Bird Meets Wire (Relative Pitch Records RPR1098)[3]

1. Area 41 11:29
2. Bird Meets Wire 5:23
3. Is Is Not 8:23
4. Topology of Time 11:32
5. Cañones (El Pueblo Unido) 5:43
6. The Fourth World 7:36
7. Indigo Blue (Wayfarin Stranger) 4:08

## Rezeption
Nach Ansicht von Troy Dostert, der das Album in All About Jazz rezensierte, könne es unmöglich sein, die Pedal-Steel-Gitarre vollständig von ihren Wurzeln in der Country-Musik zu lösen. Wenn es aber doch jemand könne, dann sei Susan Alcorn die Favoritin. Sie habe eine phänomenale Bandbreite auf dem Instrument und könne alles von folkgetränkter Americana bis hin zu abstrakten Exkursionen, und manchmal kombiniere sie ihre vielfältigen Neigungen auf demselben Album, wie sie es auf Pedernal (Relative Pitch Records, 2020) getan habe, wo sie ein Quintett verwendet, um ihre atmosphärischen Meditationen zu verkörpern. Hier tue sie sich mit der Saxophonistin Ingrid Laubrock und der Cellistin Leila Bordreuil zusammen, und die Ergebnisse seien ebenso fesselnd.